# Juanmi Callejón
Juan Miguel Callejón Bueno, dit Juanmi Callejón, né le 11 février 1987 à Motril en Espagne, est un footballeur espagnol, qui évolue au poste de milieu offensif. 
Son frère jumeau José Callejón est également joueur de football.

## Biographie
Juanmi Callejón commence le futsal à l'âge de 5 ans dans l'équipe locale de Motril en même temps que son frère jumeau.
Il fait ses débuts en tant que remplaçant dans la Castilla lors de la saison 2006-2007, en Liga Adelante (en même temps que son frère jumeau José Callejón). Il joue un match sans marquer de but. La Castilla étant reléguée en troisième division, il trouve une place de titulaire et marque 8 buts en 34 matchs.
Juanmi, tout comme son frère jumeau José, signe un contrat professionnel le 11 août 2008, il est transféré au RCD Majorque, pour de quatre ans. 
Avec Majorque, il fait ses débuts en Liga le 25 septembre 2008 dans un match contre le CD Numancia. Ce sera son unique match de la saison.
La saison suivante il est prêté à l'Albacete Balompié, en Segunda División : il y dispute 29 matchs pour 1 but. 

## Palmarès

### En club
- Avec le Club Bolívar :
  - Champion de Bolivie en A. 2014 et C. 2015

### Distinctions personnelles
- Meilleur buteur du Championnat de Bolivie en A. 2014 (15 buts) et A. 2016 (14 buts)

## Statistiques
| Saison                | Club                  | Championnat           | Championnat | Championnat | Coupe(s) nationale(s) | Coupe(s) nationale(s) | Compétition(s) continentale(s) | Compétition(s) continentale(s) | Compétition(s) continentale(s) | Total | Total |
| Saison                | Club                  | Division              | M.          | B.          | M.                    | B.                    | Comp.                          | M.                             | B.                             | M.    | B.    |
| 2006-2007             | Real Madrid Castilla  | Segunda División      | 1           | 0           | -                     | -                     | -                              | -                              | -                              | 1     | 0     |
| 2007-2008             | Real Madrid Castilla  | Segunda División B    | 34          | 8           | -                     | -                     | -                              | -                              | -                              | 34    | 8     |
| 2008-2009             | RCD Majorque          | Liga                  | 1           | 0           | 3                     | 0                     | -                              | -                              | -                              | 4     | 0     |
| 2009-2010             | Albacete (prêt)       | Segunda División      | 29          | 1           | 1                     | 0                     | -                              | -                              | -                              | 30    | 1     |
| 2010-2011             | Córdoba               | Segunda División      | 33          | 4           | 6                     | 0                     | -                              | -                              | -                              | 39    | 4     |
| 2011-2012             | Hércules              | Segunda División      | 14          | 1           | -                     | -                     | -                              | -                              | -                              | 14    | 1     |
| 2012-2013             | Hércules              | Segunda División      | 11          | 0           | 1                     | 0                     | -                              | -                              | -                              | 12    | 0     |
| 2012-2013             | Levadiakos            | Superleague           | 10          | 0           | 2                     | 0                     | -                              | -                              | -                              | 12    | 0     |
| 2013-2014             | Bolívar               | Liga                  | 39          | 10          | -                     | -                     | CL                             | 12                             | 4                              | 51    | 14    |
| 2014-2015             | Bolívar               | Liga                  | 40          | 23          | -                     | -                     | -                              | -                              | -                              | 40    | 23    |
| 2015-2016             | Bolívar               | Liga                  | 42          | 19          | -                     | -                     | CS+CL                          | 2+6                            | 0+1                            | 50    | 20    |
| 2016-2017             | Bolívar               | Liga                  | 21          | 15          | -                     | -                     | CS                             | 3                              | 0                              | 24    | 15    |
| 2016-2017             | Al-Ettifaq            | Saudi League          | 11          | 1           | 2                     | 0                     | -                              | -                              | -                              | 13    | 1     |
| Total sur la carrière | Total sur la carrière | Total sur la carrière | 286         | 82          | 15                    | 0                     | -                              | 23                             | 5                              | 324   | 87    |